# Cierrey
Cierrey – miejscowość i gmina we Francji, w regionie Normandia, w departamencie Eure.
Według danych na rok 1990 gminę zamieszkiwało 806 osób, a gęstość zaludnienia wynosiła 200 osób/km² (wśród 1421 gmin Górnej Normandii Cierrey plasuje się na 298. miejscu pod względem liczby ludności, natomiast pod względem powierzchni na miejscu 768.).